# Luděk Jurečka
Luděk Jurečka (* 26. prosince 1983 Ostrava) je český basketbalista hrající Národní basketbalovou ligu za tým BK Opava. Hraje na pozici křídla. Je vysoký 198 cm, váží 92 kg.

## Kariéra
- 2002 - 2003 : Mlékárna Kunín
- 2004 - 2007 : BK Prostějov
- 2005 - 2007 : SK UP Olomouc (střídavý start v nižší soutěži)
- 2004 - 2008 : BK Prostějov
- 2008 - 2011 : Geofin Nový Jičín
- 2011 - 2015 : NH Ostrava

- 2015 - současnost : BK Opava

## Úspěchy
- 1× zlato v NBL (Opava)
- 2× stříbro v NBL (Prostějov, Nový Jičín)
- 6× bronz v NBL (Prostějov, Nový Jičín, Ostrava)
- 3× v řadě nejlepší trojkař NBL podle %.

## Statistiky
| Sezóna  | Soutěž          | Odehrané minuty | Průměr na zápas | Body | Průměr na zápas |
| ------- | --------------- | --------------- | --------------- | ---- | --------------- |
| 2002/03 | Mattoni NBL     | 201.7           | 11.2            | 44   | 2.4             |
| 2004/05 | Mattoni NBL     | 200.9           | 8.4             | 43   | 1.8             |
| 2004/05 | Český pohár     | 26.4            | 13.2            | 10   | 5.0             |
| 2005/06 | Mattoni NBL     | 71.0            | 6.5             | 23   | 2.1             |
| 2005/06 | 2. liga         | 78.3            | 26.1            | 44   | 14.7            |
| 2005/06 | Český pohár     | 3.5             | 3.5             | 0    | 0.0             |
| 2006/07 | Mattoni NBL     | 78.7            | 7.9             | 15   | 1.5             |
| 2007/08 | Mattoni NBL     | 88.7            | 7.4             | 19   | 1.6             |
| 2008/09 | Mattoni NBL     | 379.6           | 10.5            | 91   | 2.5             |
| 2009/10 | Mattoni NBL     | 563.4           | 12.2            | 201  | 4.4             |
| 2010/11 | Mattoni NBL     | 422.0           | 12.8            | 119  | 3.6             |
| 2011/12 | Mattoni NBL     | 884.1           | 22.1            | 293  | 7.3             |
| 2012/13 | Mattoni NBL     | 899.8           | 23.7            | 297  | 7.8             |
| 2013/14 | Mattoni NBL     | 1031.7          | 22.9            | 327  | 7.3             |
| 2014/15 | Kooperativa NBL | 764.8           | 17.8            | 194  | 4.5             |
| 2015/16 | Kooperativa NBL | 967.7           | 23.0            | 354  | 8.4             |